# Ceritrypetes idiotropha
Ceritrypetes idiotropha is een vlinder uit de familie wespvlinders (Sesiidae), onderfamilie Sesiinae.
Ceritrypetes idiotropha is voor het eerst wetenschappelijk beschreven door Bradley in 1956. De soort komt voor in het Afrotropisch gebied.